# Satoka
Satoka (ukrainisch und russisch Затока, rumänisch Bugaz) ist eine Siedlung städtischen Typs in der Oblast Odessa im Südwesten der Ukraine.  Sie liegt südöstlich der Stadt auf einer schmalen Nehrung zwischen dem Dnister-Liman und dem Schwarzen Meer.

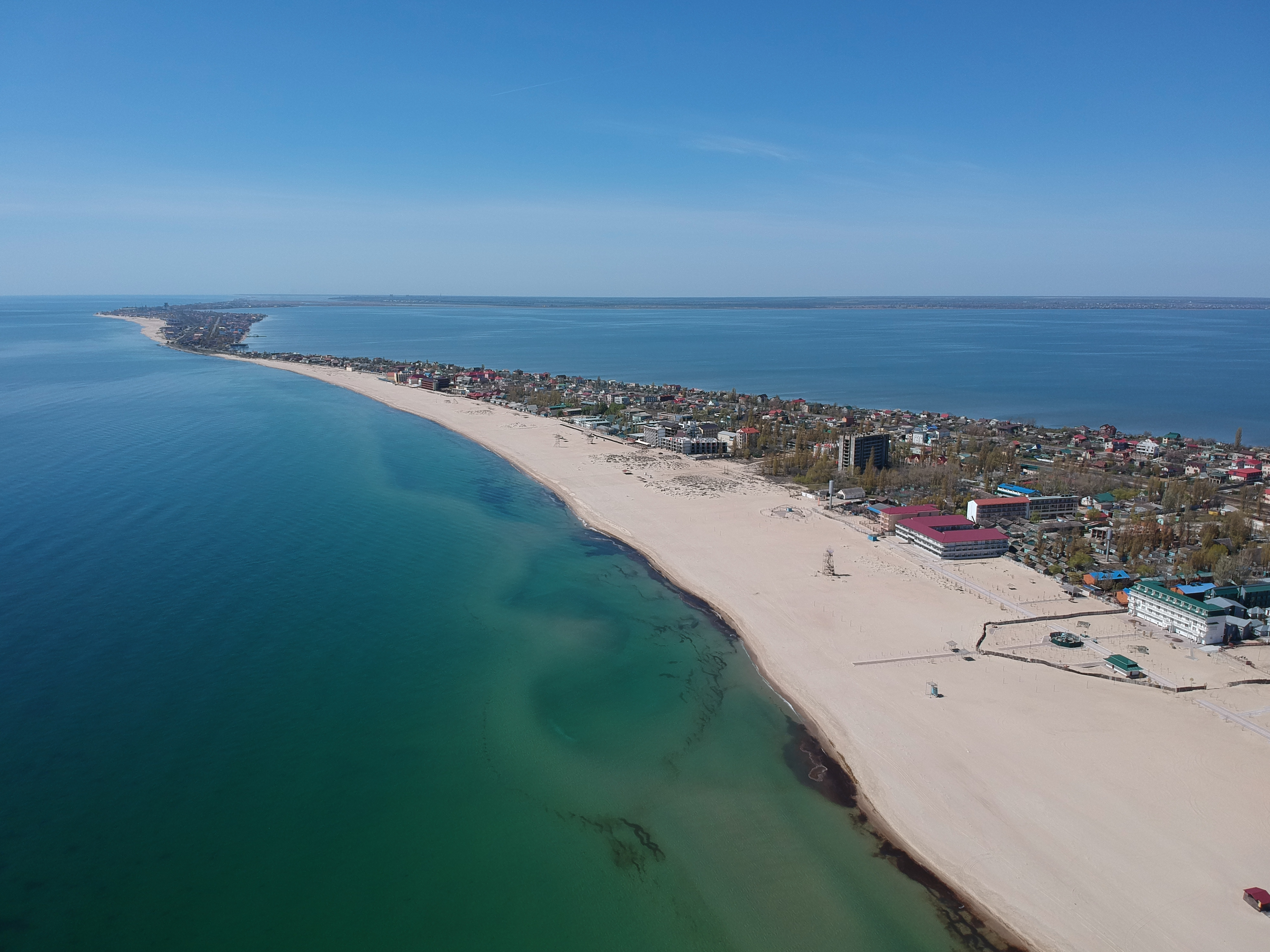
Luftbild von Satoka

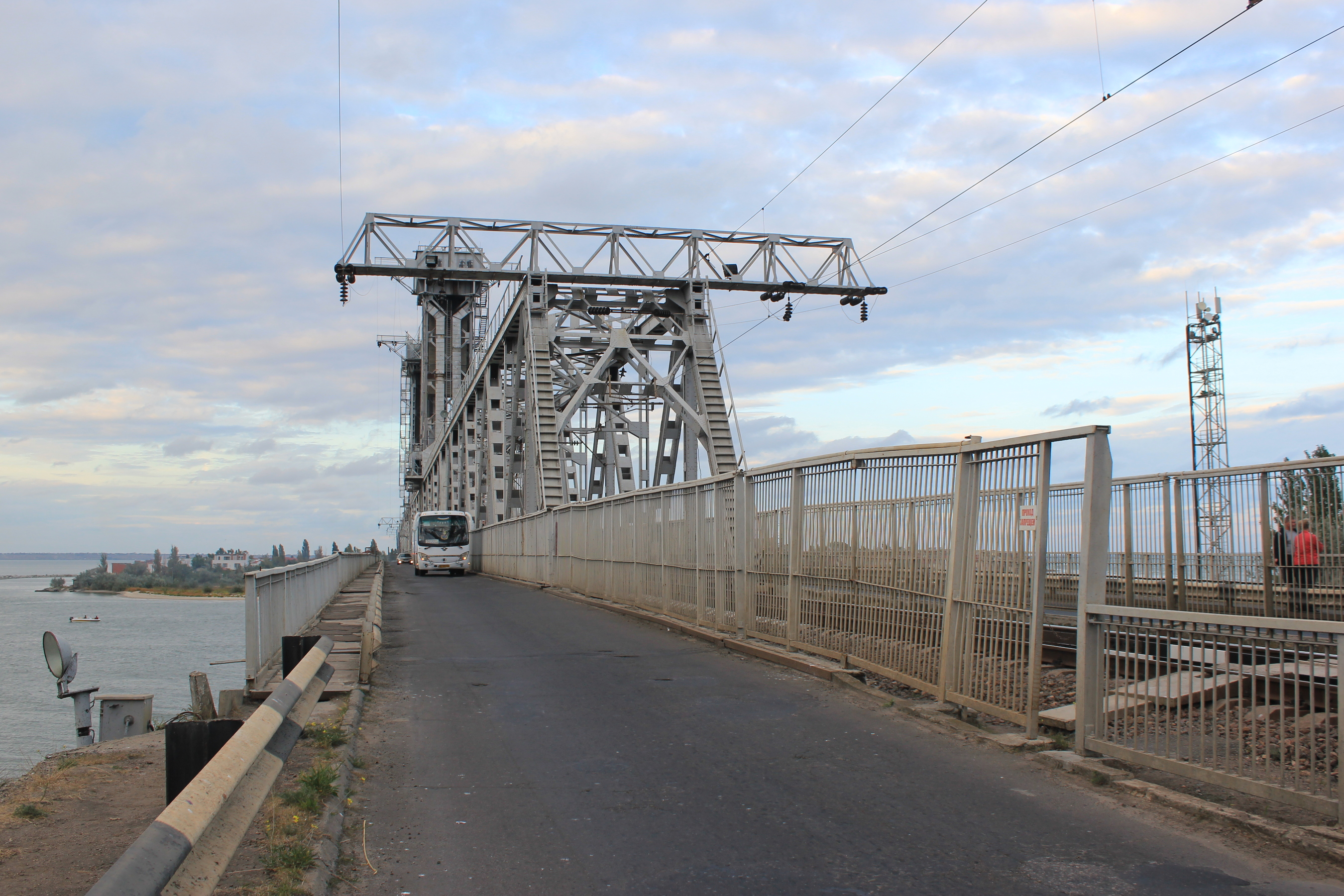
Die kombinierte Bahn-/Straßenbrücke über die Dnistermündung

Der Ort wurde 1827 zum ersten Mal schriftlich als Bugaz (bedeutet so viel wie „Treibsand“) erwähnt, seit 1965 hat er den Status einer Siedlung städtischen Typs.
Am 21. September 1851 wurde für den Schiffsverkehr in den Liman ein Leuchtturm erbaut, dieser wurde 1877 rekonstruiert und die hölzerne Konstruktion verbessert.
Schon im Ersten Weltkrieg wurde die Eisenbahnverbindung von Odessa nach Bilhorod-Dnistrowskyj über Eisenbahnfähren realisiert, 1917 wurde im Ort ein Bahnhof mit Anschluss zum Hafen als Verlängerung der Eisenbahnstrecke nach Bilhorod-Dnistrowskyj realisiert. In der Zwischenkriegszeit gehörte der Ort dann zu Rumänien. 1936 wurde ein mit Mitteln des Völkerbundes finanziertes Tuberkulose-Sanatorium eröffnet. Während des Zweiten Weltkrieges wurde Bugaz dann kurzzeitig zwischen 1940 und 1941 von der Sowjetunion besetzt, kam dann wieder zu Rumänien und wurde 1944 dann endgültig von der Sowjetunion annektiert, seither war es ein Teil der Ukrainischen SSR ist seit 1991 ein Teil der heutigen Ukraine. Zwischen dem 25. Dezember 1953 und dem 5. Dezember 1955 wurde eine kombinierte Straßen- und Eisenbahnbrücke anstatt der vorher schon bestehenden Holz- und Pontonbrücken errichtet und auch die Eisenbahnstrecke von Odessa nach Ismajil und Basarabeasca wiedereröffnet.
Wegen der Lage am Schwarzen Meer hat sich Satoka zu einem beliebten Kur- und Badeort entwickelt, mittlerweile erstreckt sich der Ort auf einer längeren Strecke entlang der Küste.
Am 12. Juni 2020 wurde die Siedlung ein Teil der Landgemeinde Karolino-Buhas; bis dahin bildete sie die Siedlungsratsgemeinde Satoka (Затоківська селищна рада/Satokiwska selyschtschna rada) im Osten des Rajons Bilhorod-Dnistrowskyj.